# Ширков, Дмитрий Васильевич
Дми́трий Васи́льевич Ширко́в (3 марта 1928, Москва — 23 января 2016, Дубна) — российский физик-теоретик, специалист в области квантовой теории поля, физики высоких энергий, теории сверхпроводимости и дисперсионных соотношений, теории переноса и замедления нейтронов. Доктор физико-математических наук (1958), профессор (1961), академик РАН(1994). Лауреат Ленинской премии и Государственной премии СССР.
Член редколлегии Журнала экспериментальной и теоретической физики.

## Биография
Сын Василия Васильевича Ширкова и правнук Петра Ивановича Макушина по материнской линии. Окончил физический факультет МГУ (1949). Кандидат физико-математических наук (1954). Кандидатская диссертация (закрытая) посвящена исследованиям в области теории диффузии и замедления нейтронов. Доктор физико-математических наук (1958) по теме «Метод ренормализационной группы в квантовой теории поля».
В 1952—1958 годах работал в Математическом институте АН СССР. В 1960—1969 годах — сотрудник Института математики Сибирского отделения АН СССР и преподаватель в НГУ. С 1969 года работал в Объединённом институте ядерных исследований (ОИЯИ), с 1971 года — также в Московском государственном университете им. М. В. Ломоносова. Профессор кафедры квантовой статистики и теории поля физического факультета МГУ (1972—1992), затем кафедры квантовой теории и физики высоких энергий (с 1992). Приглашённый Нобелевский профессор в Лундском университете (Швеция, 1970—1971). Директор Лаборатории теоретической физики ОИЯИ (1993—1997). Председатель жюри Премии имени Н. Н. Боголюбова для молодых учёных.
Член-корреспондент АН СССР с 10 июня 1960 года, академик РАН по Отделению ядерной физики с 31 марта 1994 года. Награждён Золотой медалью имени Н. Н. Боголюбова РАН (2004).
Сыновья: Григорий (род. 1952) — физик, главный инженер ОИЯИ, член-корреспондент РАН, Пётр (род. 1956) — математик.
Дочь — Елизавета (род. 1960), экономист.
Похоронен на Даниловском кладбище Москвы (колумб., секц. 22).

## Научная деятельность
Работы посвящены квантовой теории поля, теории сверхпроводимости, приближенным методам в теории замедления нейтронов, динамике сильных взаимодействий частиц при низких энергиях. Совместно с Н. Н. Боголюбовым построил аксиоматическую теорию возмущений в квантовой теории поля (1954—1958) и разработал метод ренормализационной группы (1955—1956). Создал и развил схему количественного описания упругих и квазиупругих адронных взаимодействий при низких энергиях (1959—1970). Ввёл понятие универсального коротковолнового отталкивания адронов, влияющего на сильные взаимодействия при низких энергиях.
Инициатор создания и редактор серии монографий «Библиотека теоретической физики» издательства «Наука» (1978—1990).

## Общественная позиция
В июле 2013 года в знак протеста против планов правительства по реформе Российской академии наук (РАН), выразившимся в проекте Федерального закона «О Российской академии наук, реорганизации государственных академий наук и внесении изменений в отдельные законодательные акты Российской Федерации» 305828-6, заявил об отказе вступить в новую «РАН», учреждаемую предлагаемым законом (см. Клуб 1 июля).

## Работа с одарёнными школьниками
Вот как вспоминал о совместной деятельности в этом направлении с Дмитрием Васильевичем акад. Ю. И. Журавлёв

С того времени я начал заниматься математикой. Но очень сильно отвлекался, так как заниматься одной наукой скучно, и я ещё со школьниками работал. С академиком Дмитрием Ширковым мы придумали Всесибирскую физматолимпиаду, основали физматшколу в Новосибирске — первую в стране. За это меня выбрали в ЦК комсомола, где я восемь лет был ответственным за работу с научной молодёжью, придумал Всесоюзный Совет молодых учёных.

## Награды и почётные звания
- Ленинская премия (1958)[11]
- Государственная премия СССР (1984)[11]
- Два ордена Трудового Красного Знамени (1954, 1967)[11]
- Орден Кирилла и Мефодия I степени НРБ (1970)[11]
- Орден «Знак Почёта» (1975)[11]
- Орден Дружбы народов (1988)[11]
- Заслуженный деятель науки РФ (1996)[11]
- Орден Дружбы РФ (2004)[11]
- Золотая медаль имени Н. Н. Боголюбова РАН (2004)[11]
- Орден «За заслуги перед Отечеством» IV степени (2008)[11][12]

## Публикации

### Книги
- Боголюбов Н. Н., Толмачёв В. В., Ширков Д. В. Новый метод в теории сверхпроводимости. — М.: Изд-во АН СССР, 1958.
- Ширков Д. В., Серебряков В. В., Мещеряков В. А. Дисперсионные теории сильных взаимодействий при низких энергиях. — М.: Наука, 1967.
- Боголюбов Н. Н., Ширков Д. В. Введение в теорию квантованных полей. 7 изданий на 4 языках. 4-е изд. — М.: Наука, 1984.
- Белокуров В. В., Ширков Д. В. Теория взаимодействия частиц. — М.: Наука, 1986.
- Боголюбов Н. Н., Ширков Д. В. Квантовые поля. (5-е изд) — М.: Физматлит, 2005. ISBN 5-9221-0580-9.

### Избранные статьи
- Д. В. Ширков, Н. Н. Боголюбов. Устранение расходимостей из матрицы рассеяния. // УФН, Т. 57, № 9 (1955).
- Д. В. Ширков. Свойства траекторий полюсов Редже. // УФН, Т. 102, № 9 (1970).
- А. А. Владимиров, Д. В. Ширков. Ренормализационная группа и ультрафиолетовые асимптотики. // // УФН, Т. 129, № 11 (1979).
- В. П. Гердт, Д. В. Ширков, О. В. Тарасов. Аналитические вычисления на ЭВМ в приложении к физике и математике. // УФН, Т. 130, № 1 (1980).
- Б. В. Медведев, Д. В. Ширков. П. А. М. Дирак и становление основных представлений квантовой теории поля // УФН. — 1987. — Т. 153, вып. 9, № 1. — С. 59—104.
- V.F. Kovalev and D.V. Shirkov. The Bogoliubov renormalization group and solution symmetry in mathematical physics. // Phys. Rep., 2001, v. 352, pp. 219–249.
- В. Ф. Ковалёв, Д. В. Ширков. Ренормгрупповые симметрии для решений нелинейных краевых задач. // УФН, Т. 178, № 8 (2008).
- Д. В. Ширков. 60 лет нарушенным симметриям в квантовой теории (от теории сверхтекучести Боголюбова до Стандартной модели). // УФН, Т. 179, № 6 (2009).